# Pilea rubiacea
Pilea rubiacea är en nässelväxtart som beskrevs av Henry Nicholas Ridley. Pilea rubiacea ingår i släktet pileor, och familjen nässelväxter. Inga underarter finns listade i Catalogue of Life.